# William Duncan McNally
William Duncan McNally, ameriški kemik, toksikolog in izumitelj, * 8. julij 1882, Saginaw, Michigan, Združene države Amerike, † 29. junij 1961, Mobile, Alabama, ZDA.
Bil je vodja kemikov na Ministrstvu za javno zdravje, okrožja Cook County in glavni kemik na uradu Cook County Medical Examiner. Leta 1927 je izumil alkotest.

## Življenjepis
William Duncan McNally se je rodil 8. julija 1882, v kraju Saginaw, v zvezni državi Michigan, materi Elizabeth in očetu Edwardu Henryu McNallyu. Leta 1905 je diplomiral na Univerzi Michigana.
22. septembra 1906 se je poročil s Helen Marie Pierce v Chicagu v Illionsu. Do leta 1911 je delal kot kemik pri podjetju Armor and Company v vzhodnem St. Louisu v Illinoisu.
Do leta 1918 je bil toksikolog na Ministrstvu za javno zdravje okrožja Cook.

## Dela
- Toxicology (1937)
- Medical Jurisprudence and Toxicology (1939)